# Visolotto
Il Visolotto è una montagna delle Alpi Cozie alta 3.348 m, situata in Piemonte, a nord del Monviso.

## Caratteristiche

Fotografia di inizio '900 della zona sommitale del Visolotto: si distinguono il Picco Lanino e il Picco Coolidge

È situato leggermente a Nord del Monviso da cui è separato dalle Cadreghe di Viso, strutture rocciose dalla particolare forma di sedie (cadreghe in lingua piemontese). Durante le giornate di tempo sereno risulta ben riconoscibile anche dalla pianura torinese. La vetta, interamente in territorio italiano, è sulla dorsale che separa la valle Varaita dalla valle Po, sul confine tra i territori comunali di Pontechianale e di Crissolo.
La vetta presenta tre cime distinte: il Picco Lanino (3.348 m s.l.m.) o Picco Ovest, il Picco Coolidge (3.340 m s.l.m.) o Picco centrale ed il Picco Montaldo (3.344 m s.l.m.) o Picco Est. I Picchi Lanino e Coolidge sono separati dal Picco Montaldo da 200 metri di cresta piuttosto accidentata.
Dal punto di vista geologico la tipologia di roccia dominante sul Visolotto è l'anfibolite epidotica, roccia metamorfica regionale a chimismo basico di colore verde chiaro striato di giallo-verde (la stessa tipologia di roccia presente pure sulla vetta del Monviso).
Per lungo tempo il monte è stato ritenuto 'inaccessibile', e a causa dei suoi ripidi versanti non presenta vie di facile accesso. La via normale è di tipo alpinistico, con una difficoltà valutata in AD con un passaggio di III grado su roccia.

## Prime ascensioni e la disputa Montaldo-Coolidge
La prima ascensione risale al 4 settembre 1875 e fu portata a termina dall'ingegner Felice Montaldo del CAI di Susa, Antonio Castagneri di Balme (guida) e Francesco Perotti (portatore) sul Picco Montaldo. I tre seguirono la via più diretta per la salita, ossia la faccia settentrionale della montagna (quella che dà sulla valle Po). La scelta della via non fu però molto oculata, in quanto il versante nord aveva ed ha il difetto di essere continuamente soggetto a cadute di pietre e inoltre, a causa del suo orientamento, era coperto da neve e ghiaccio fino ad estate inoltrata. La seconda ascensione del Visolotto, sempre al Picco Montaldo seguendo pressappoco la stessa via, fu fatta nel 1877 da tre muratori di Paesana: Battista Bertorello, Cristoforo e Giovanni Picca (padre e figlio). Essi, giunti in cima al Picco Montaldo (quello Est), conficcarono nella roccia una bandiera italiana.
La prima ascensione agli altri due picchi (quelli centrale e occidentale) fu opera di William Auguste Coolidge con le guide Christian Almer ed Ulrich Almer il 31 luglio 1881. Tale cordata percorse dunque per la prima volta tutta la cresta sommitale del Visolotto e fece anche la prima traversata della montagna in quanto la discesa venne fatta lungo la più agevole parete sud (cioè verso il vallone di Vallanta in valle Varaita). Questo evento causò qualche discussione tra il trio italiano e l'alpinista statunitense su chi dovesse essere considerato il primo salitore del Visolotto. Coolidge, infatti, nonostante fosse un alpinista già affermato, autore di numerose prime ascensioni, non intendeva in nessun modo rinunciare alla gloria di togliere al Visolotto la sua fiera verginità. Per cercare di spiegare le sue ragioni l'americano scrisse sull'Alpine Journal (il bollettino del Club Alpino inglese) un discorso molto duro e polemico:
(William Auguste Coolidge, Le Alpi)
Il 29 agosto 1892 l'alpinista Giuseppe Lanino, accompagnato dalle guide Claudio e Giuseppe Perotti, raggiunse il Picco Ovest (quello che oggi porta il nome di Picco Lanino) aprendo una nuova via lungo la parete nord-ovest e la cresta ovest del Visolotto.
La prima invernale fu effettuata da Pietro Ravelli, Marie ed Emanuele Andreis il 19 marzo 1938.

## Rifugi alpini
Per l'ascensione alla vetta ci si può appoggiare ai seguenti rifugi:
- Versante est e nord:
  - Bivacco Carlo Villata (2.741 m) in alta Valle Po
- via normale:
  - Rifugio Vallanta (2.450 m) in alta Valle Varaita
  - Rifugio Viso (2.460 m) nella Valle del Guil (Francia).